# Zdeňka Hladká
Zdeňka Hladká (ur. 28 sierpnia 1958 w Strakonicach) – czeska językoznawczyni, dialektolog i leksykolog; pionierka w zakresie czeskiej lingwistyki korpusowej.

## Życiorys
W 1977 r. podjęła studia z zakresu bohemistyki i historii na Wydziale Filozoficznym Uniwersytetu Jana Evangelisty Purkyněgo (dzisiejszego Uniwersytetu Masaryka) w Brnie. W 1982 r. uzyskała „mały doktorat” (PhDr.). Doktoryzowała się w 1998 r. na podstawie rozprawy Přenesená pojmenování rostlin v českých dialektech. K sémantickému tvoření lexikálních jednotek v nářečích, poświęconej procesom onomazjologicznym w gwarach czeskich. W 2006 r. uzyskała habilitację na podstawie pracy Současná soukromá korespondence: korpusové zpracování a lingvistické využití. 
Przez krótki okres była zatrudniona w szkole średniej. W 1985 r. przyjęto ją do Katedry Dialektologii Instytutu Języka Czeskiego ČSAV w Brnie; w 1991 r. podjęła zatrudnienie w Instytucie Języka Czeskiego na Uniwersytecie Masaryka. Na początku swojej kariery pedagogicznej prowadziła nie tylko kursy z zakresu dialektologii, ale również kursy poświęcone leksykologii i wprowadzeniu do studiów językowych.
Autorka rozdziału o leksykologii w dziele zbiorowym Příruční mluvnici češtiny.  Koordynowała pracę nad hasłami leksykologicznymi, leksykograficznymi i frazeologicznymi w publikacji Encyklopedický slovník češtiny, dużym projekcie encyklopedycznym. W latach 1998–2003 organizowała, wraz z Petrem Karlíkem, pięć lat międzynarodowych konferencji Čeština – univerzália a speciﬁka; redagowała materiały pokonferencyjne. W 1996 r. otrzymała nagrodę rektora Uniwersytetu Masaryka, za zasługi w dziedzinie nauk społecznych (za publikację Příruční mluvnice češtiny, 1995). Pod jej kierunkem powstał Brněnský mluvený korpus.
Odbyła staże akademickie na uczelniach w Wiedniu i Ratyzbonie.
Członkini rady redakcyjnej czasopisma „Naše řeč” oraz organizacji International Association of Teachers of Czech.

## Wybrana twórczość
Opracowano na podstawie źródła:
- Příruční mluvnice češtiny (współautorstwo, 1995) ISBN 80-7106-134-4
- Příprava elektronických korpusů češtiny (2001)
- Rodové rozdíly v dopisech mladých lidí (2002)
- Slova v soukromých dopisech: lexikografická sonda (współautorstwo, 2012) ISBN 978-80-210-6112-5
- 111 let českého dopisu v korpusovém zpracování (2013) ISBN 978-80-210-6141-5
- Nový encyklopedický slovník češtiny (2016, liczne hasła)